# Rawat jezik
Rawat jezik (ISO 639-3: jnl; isto i janggali, raut, raji, ban rauts, ban manus, bhulla, jangali, jhangar, dzanggali, jang(g)alī, dźanggali), himalajski jezik iz Nepala kojim govori 23 000 (2000) u zoni Mahakali u distriktima Darchula, Baitadi i Dadeldhura. Oko 670 ljudi u devet sela u Uttarakhandu u Indiji (1998).
Jedini je predstavnik istoimene podskupine janggali, šira zapadnohimalajska skupina. Srodan je jezicima raute [rau] i raji [rji]. 

## Vanjske poveznice
- Ethnologue (14th)
- Ethnologue (15th)